# Tháp Busan

Tháp Busan và Công viên Yongdusan

Tháp Busan cao 118 mét ở Công viên Yongdusan, Jung-gu, Busan, Hàn Quốc.
Tháp Busan được xây dựng vào năm 1973. Nó chỉ sử dụng cho mục đích giải trí và không có bất kì thiết bị truyền tải nào như các tháp khác chủ yếu được xây dựng như tháp truyền hình và radio. Tầng chính có thể quan sát toàn cảnh và một quán cà phê nhỏ, nó hoạt động trong giờ hành chính thông qua hai thang máy tốc độ cao. Cơ sở của tháp được kết nối với phòng trưng bày và cửa hàng lưu niệm. Tháp thường được đề cập trong hướng dẫn du lịch như là một địa điểm tốt để quan sát toàn cảnh cảng Busan.